# Красносельский район (Костромская область)
Красносе́льский райо́н — административно-территориальная единица (район) и муниципальное образование (муниципальный район) на юго-западе Костромской области России.
Административный центр — посёлок городского типа Красное-на-Волге.

## География
Площадь района — 950 км². Основные реки — Волга.

## История
Район образован в 1929 году в составе Костромского округа Ивановской Промышленной области. 31 марта 1936 года вошёл в состав Ярославской области. С 13 августа 1944 года — в составе Костромской области.
1 февраля 1963 года район был упразднён, 30 декабря 1966 восстановлен.
В соответствии с Законом Костромской области от 30 декабря 2004 года № 237-ЗКО район наделён статусом муниципального района, установлены границы муниципального образования. На территории района образованы 9 муниципальных образований: 1 городское и 8 сельских поселений.

## Население
| 1939    | 1959    | 1970    | 1979    | 1989    | 2002    | 2008    | 2009    |
| ------- | ------- | ------- | ------- | ------- | ------- | ------- | ------- |
| 38 192  | ↘28 931 | ↘24 777 | ↘22 561 | ↘20 998 | ↘19 580 | ↘19 412 | ↘18 504 |
| 2010    | 2011    | 2012    | 2013    | 2014    | 2015    | 2016    | 2017    |
| ↘17 845 | ↘17 842 | ↗18 088 | ↗18 272 | ↘18 212 | ↗18 216 | ↘18 089 | ↗18 245 |
| 2018    | 2019    | 2020    | 2021    |         |         |         |         |
| ↘18 157 | ↗18 297 | ↗18 347 | ↘16 148 |         |         |         |         |

### Урбанизация
В городских условиях (пгт Красное-на-Волге) проживают 43,04 % населения района.

### Национальный состав
По итогам переписи населения 2020 года проживали следующие национальности (национальности менее 0,1 % и другое, см. в сноске к строке «Другие»):
| Национальность | Численность, чел. | Доля     |
| -------------- | ----------------- | -------- |
| Русские        | 14 350            | 88,87 %  |
| Армяне         | 74                | 0,46 %   |
| Цыгане         | 68                | 0,42 %   |
| Азербайджанцы  | 47                | 0,29 %   |
| Украинцы       | 45                | 0,28 %   |
| Татары         | 24                | 0,15 %   |
| Чуваши         | 20                | 0,12 %   |
| Белорусы       | 19                | 0,12 %   |
| Другие         | 1501              | 9,29 %   |
| Итого          | 16 148            | 100,00 % |

## Административное деление
Красносельский район как административно-территориальная единица включает 1 городской посёлок (посёлок городского типа) и 8 поселений.
В Красносельский район как муниципальный район входят 9 муниципальных образований, в том числе 1 городское и 8 сельских поселений:
| №        | Муниципальное образование        | Административный центр | Количество населённых пунктов | Население | Площадь, км2 |
| -------- | -------------------------------- | ---------------------- | ----------------------------- | --------- | ------------ |
| 1e-06    | Городское поселение:             |                        |                               |           |              |
| 1        | посёлок Красное-на-Волге         | пгт Красное-на-Волге   | 1                             | ↘6950     | 7,25         |
| 1.000002 | Сельские поселения:              |                        |                               |           |              |
| 2        | Боровиковское сельское поселение | деревня Боровиково     | 22                            | ↗1527     | 157,80       |
| 3        | Гридинское сельское поселение    | деревня Гридино        | 15                            | ↗1039     | 22,43        |
| 4        | Захаровское сельское поселение   | деревня Захарово       | 9                             | ↗380      | 47,73        |
| 5        | Подольское сельское поселение    | село Подольское        | 11                            | ↘842      | 51,96        |
| 6        | Прискоковское сельское поселение | деревня Прискоково     | 23                            | ↗1227     | 110,08       |
| 7        | Сидоровское сельское поселение   | село Сидоровское       | 22                            | ↘707      | 128,75       |
| 8        | Чапаевское сельское поселение    | посёлок Имени Чапаева  | 42                            | ↘1198     | 198,07       |
| 9        | Шолоховское сельское поселение   | деревня Шолохово       | 25                            | ↗2278     | 114,00       |

## Населённые пункты
В Красносельском районе 166 населённых пунктов.
| №   | Населённый пункт    | Тип     | Население | Муниципальное образование        |
| --- | ------------------- | ------- | --------- | -------------------------------- |
| 1   | Абрамово            | деревня | ↗80       | Прискоковское сельское поселение |
| 2   | Алеево              | деревня | ↘10       | Сидоровское сельское поселение   |
| 3   | Александрово        | деревня | →0        | Гридинское сельское поселение    |
| 4   | Антоновское         | деревня | ↗14       | Прискоковское сельское поселение |
| 5   | Аржаниково          | деревня | →0        | Чапаевское сельское поселение    |
| 6   | Астафьевское        | деревня | ↘20       | Подольское сельское поселение    |
| 7   | Асташево            | деревня | →0        | Чапаевское сельское поселение    |
| 8   | Афанасово           | деревня | ↗225      | Захаровское сельское поселение   |
| 9   | Баринцево           | деревня | ↗1        | Чапаевское сельское поселение    |
| 10  | Берсеменово         | деревня | ↘0        | Чапаевское сельское поселение    |
| 11  | Бобырщино           | деревня | ↗70       | Чапаевское сельское поселение    |
| 12  | Большое Андрейково  | деревня | ↗80       | Боровиковское сельское поселение |
| 13  | Борисково           | деревня | ↗5        | Захаровское сельское поселение   |
| 14  | Борисовка           | деревня | →0        | Чапаевское сельское поселение    |
| 15  | Боровиково          | деревня | ↗517      | Боровиковское сельское поселение |
| 16  | Букино              | деревня | →0        | Сидоровское сельское поселение   |
| 17  | Булдачиха           | деревня | ↘10       | Сидоровское сельское поселение   |
| 18  | Бурцево             | деревня | ↘2        | Чапаевское сельское поселение    |
| 19  | Васильково          | деревня | ↗10       | Шолоховское сельское поселение   |
| 20  | Веняиха             | деревня | ↘17       | Сидоровское сельское поселение   |
| 21  | Вертлово            | деревня | ↘6        | Сидоровское сельское поселение   |
| 22  | Веселово            | деревня | ↗332      | Прискоковское сельское поселение |
| 23  | Витязево            | деревня | ↗32       | Сидоровское сельское поселение   |
| 24  | Власьево            | деревня | ↗25       | Боровиковское сельское поселение |
| 25  | Волчково            | деревня | ↘25       | Боровиковское сельское поселение |
| 26  | Ворсино             | деревня | ↗55       | Шолоховское сельское поселение   |
| 27  | Высоково            | деревня | ↘4        | Сидоровское сельское поселение   |
| 28  | Высочки             | деревня | ↗8        | Чапаевское сельское поселение    |
| 29  | Высочки             | деревня | ↘1        | Чапаевское сельское поселение    |
| 30  | Голенево            | деревня | →0        | Чапаевское сельское поселение    |
| 31  | Головленково        | деревня | →0        | Гридинское сельское поселение    |
| 32  | Головцино           | деревня | ↗32       | Чапаевское сельское поселение    |
| 33  | Гомониха            | деревня | ↗10       | Боровиковское сельское поселение |
| 34  | Гореславка          | деревня | ↘11       | Прискоковское сельское поселение |
| 35  | Гравийный Карьер    | посёлок | ↗567      | Прискоковское сельское поселение |
| 36  | Григорково          | деревня | ↗7        | Чапаевское сельское поселение    |
| 37  | Григорово           | деревня | →0        | Чапаевское сельское поселение    |
| 38  | Гридино             | деревня | ↗668      | Гридинское сельское поселение    |
| 39  | Густомесово         | село    | ↘193      | Сидоровское сельское поселение   |
| 40  | Гущино              | деревня | ↗30       | Чапаевское сельское поселение    |
| 41  | Давыдково           | деревня | →0        | Сидоровское сельское поселение   |
| 42  | Даниловское         | деревня | ↘45       | Подольское сельское поселение    |
| 43  | Демидково           | деревня | ↗5        | Гридинское сельское поселение    |
| 44  | Денежниково         | деревня | ↗1        | Гридинское сельское поселение    |
| 45  | Деревенька          | деревня | ↗1        | Сидоровское сельское поселение   |
| 46  | Дренево             | деревня | ↗14       | Боровиковское сельское поселение |
| 47  | Дурасово            | деревня | ↗26       | Шолоховское сельское поселение   |
| 48  | Елкотово            | деревня | ↗7        | Боровиковское сельское поселение |
| 49  | Ершово              | деревня | →0        | Шолоховское сельское поселение   |
| 50  | Есюнино             | деревня | ↗32       | Прискоковское сельское поселение |
| 51  | Жилино              | деревня | ↗18       | Шолоховское сельское поселение   |
| 52  | Завражье            | деревня | ↘2        | Боровиковское сельское поселение |
| 53  | Зайцево             | деревня | ↗69       | Шолоховское сельское поселение   |
| 54  | Залогино            | деревня | →0        | Чапаевское сельское поселение    |
| 55  | Заречье             | деревня | ↗18       | Чапаевское сельское поселение    |
| 56  | Захаровка           | деревня | ↗2        | Прискоковское сельское поселение |
| 57  | Захарово            | деревня | ↗234      | Захаровское сельское поселение   |
| 58  | Здемирово           | село    | ↗695      | Подольское сельское поселение    |
| 59  | Зелёный             | посёлок | ↗109      | Боровиковское сельское поселение |
| 60  | Ивановское          | деревня | ↗208      | Чапаевское сельское поселение    |
| 61  | Иевлево             | деревня | ↘1        | Чапаевское сельское поселение    |
| 62  | Иконниково          | деревня | ↗52       | Чапаевское сельское поселение    |
| 63  | Ильино              | деревня | ↗9        | Подольское сельское поселение    |
| 64  | Имени Чапаева       | посёлок | ↗164      | Чапаевское сельское поселение    |
| 65  | Исаковское          | деревня | ↗67       | Шолоховское сельское поселение   |
| 66  | Карабаново          | деревня | ↘23       | Чапаевское сельское поселение    |
| 67  | Карнахино           | деревня | ↘0        | Боровиковское сельское поселение |
| 68  | Кирпичного завода   | посёлок | ↗19       | Прискоковское сельское поселение |
| 69  | Киселево            | деревня | ↗26       | Прискоковское сельское поселение |
| 70  | Клещенки            | деревня | ↗10       | Чапаевское сельское поселение    |
| 71  | Климитино           | деревня | ↘0        | Боровиковское сельское поселение |
| 72  | Княжево             | деревня | →0        | Чапаевское сельское поселение    |
| 73  | Конищево            | деревня | ↘2        | Подольское сельское поселение    |
| 74  | Кононово            | деревня | ↗1        | Шолоховское сельское поселение   |
| 75  | Коробово            | деревня | ↘3        | Прискоковское сельское поселение |
| 76  | Косевское           | деревня | ↗174      | Шолоховское сельское поселение   |
| 77  | Красное-на-Волге    | пгт     | ↘6950     | посёлок Красное-на-Волге         |
| 78  | Красные Пожни       | деревня | ↘6        | Сидоровское сельское поселение   |
| 79  | Кузнецово           | деревня | ↘48       | Подольское сельское поселение    |
| 80  | Кузьмино            | деревня | →6        | Шолоховское сельское поселение   |
| 81  | Лопаткино           | деревня | ↗7        | Шолоховское сельское поселение   |
| 82  | Лутовиново          | деревня | →0        | Чапаевское сельское поселение    |
| 83  | Льнозавода          | посёлок | ↗148      | Чапаевское сельское поселение    |
| 84  | Лякино              | деревня | ↘20       | Прискоковское сельское поселение |
| 85  | Макшино             | деревня | ↗1        | Чапаевское сельское поселение    |
| 86  | Маланино            | деревня | ↗16       | Подольское сельское поселение    |
| 87  | Малинки             | деревня | ↗2        | Чапаевское сельское поселение    |
| 88  | Малиновая           | деревня | →0        | Захаровское сельское поселение   |
| 89  | Манылово            | деревня | ↗17       | Боровиковское сельское поселение |
| 90  | Маныльцево          | деревня | ↗4        | Чапаевское сельское поселение    |
| 91  | Марфино             | деревня | ↘16       | Чапаевское сельское поселение    |
| 92  | Матушкино           | деревня | ↘19       | Прискоковское сельское поселение |
| 93  | Мельничище          | деревня | ↗7        | Шолоховское сельское поселение   |
| 94  | Мизгирево           | деревня | ↘0        | Гридинское сельское поселение    |
| 95  | Мишнево             | деревня | ↘51       | Шолоховское сельское поселение   |
| 96  | Молодёжный          | посёлок | ↗178      | Боровиковское сельское поселение |
| 97  | Мыльниково          | деревня | ↗14       | Боровиковское сельское поселение |
| 98  | Неверово            | деревня | →0        | Шолоховское сельское поселение   |
| 99  | Нелидово            | деревня | ↘2        | Боровиковское сельское поселение |
| 100 | Никифорово          | деревня | ↗10       | Захаровское сельское поселение   |
| 101 | Никола-Плетни       | деревня | →0        | Шолоховское сельское поселение   |
| 102 | Никулкино           | деревня | ↗7        | Боровиковское сельское поселение |
| 103 | Новинки             | деревня | ↘0        | Чапаевское сельское поселение    |
| 104 | Новинки             | деревня | ↗52       | Чапаевское сельское поселение    |
| 105 | Ново-Белый Камень   | деревня | ↘7        | Прискоковское сельское поселение |
| 106 | Новое               | деревня | ↗5        | Чапаевское сельское поселение    |
| 107 | Ново-Паново         | деревня | ↗11       | Прискоковское сельское поселение |
| 108 | Новосельское        | деревня | ↗80       | Шолоховское сельское поселение   |
| 109 | Осенево             | деревня | →4        | Гридинское сельское поселение    |
| 110 | Отрада              | деревня | →0        | Сидоровское сельское поселение   |
| 111 | Першутино           | деревня | ↗12       | Гридинское сельское поселение    |
| 112 | Петрушино           | деревня | →0        | Чапаевское сельское поселение    |
| 113 | Погост              | деревня | ↗7        | Гридинское сельское поселение    |
| 114 | Погост Барский      | деревня | ↗14       | Подольское сельское поселение    |
| 115 | Погост-Монастырский | деревня | →0        | Шолоховское сельское поселение   |
| 116 | Подольское          | село    | ↗846      | Подольское сельское поселение    |
| 117 | Подсосенье          | деревня | ↗5        | Чапаевское сельское поселение    |
| 118 | Подъельное          | деревня | ↗10       | Прискоковское сельское поселение |
| 119 | Пречистое           | деревня | →0        | Сидоровское сельское поселение   |
| 120 | Прискоково          | деревня | ↘28       | Прискоковское сельское поселение |
| 121 | Пуловлево           | деревня | ↗8        | Шолоховское сельское поселение   |
| 122 | Ратушино            | деревня | ↗2        | Гридинское сельское поселение    |
| 123 | Рудницы             | деревня | →0        | Чапаевское сельское поселение    |
| 124 | Руны                | посёлок | ↗36       | Боровиковское сельское поселение |
| 125 | Русиново            | деревня | ↘13       | Прискоковское сельское поселение |
| 126 | Рыжково             | деревня | ↗28       | Боровиковское сельское поселение |
| 127 | Светлые Рогачи      | деревня | ↗4        | Захаровское сельское поселение   |
| 128 | Светочева Гора      | село    | ↗337      | Сидоровское сельское поселение   |
| 129 | Селезенево          | деревня | →0        | Чапаевское сельское поселение    |
| 130 | Семенково           | деревня | ↘0        | Гридинское сельское поселение    |
| 131 | Серково             | деревня | ↘47       | Прискоковское сельское поселение |
| 132 | Сидоровское         | село    | ↘613      | Сидоровское сельское поселение   |
| 133 | Синцово             | деревня | ↗203      | Чапаевское сельское поселение    |
| 134 | Скоморохово         | деревня | ↗3        | Гридинское сельское поселение    |
| 135 | Слободищево         | деревня | →0        | Боровиковское сельское поселение |
| 136 | Соколово            | деревня | ↘9        | Шолоховское сельское поселение   |
| 137 | Солнечный           | посёлок | ↗54       | Боровиковское сельское поселение |
| 138 | Сопырево            | деревня | ↗360      | Шолоховское сельское поселение   |
| 139 | Спас-Ямщики         | деревня | →0        | Гридинское сельское поселение    |
| 140 | Спиридово           | деревня | →0        | Шолоховское сельское поселение   |
| 141 | Степурино           | деревня | ↘6        | Сидоровское сельское поселение   |
| 142 | Степурино           | деревня | →0        | Шолоховское сельское поселение   |
| 143 | Строково            | деревня | ↘12       | Чапаевское сельское поселение    |
| 144 | Сумароково          | деревня | ↗35       | Гридинское сельское поселение    |
| 145 | Сунгурово           | село    | ↗18       | Подольское сельское поселение    |
| 146 | Сухара              | деревня | ↘169      | Прискоковское сельское поселение |
| 147 | Сыданиха            | деревня | ↗1        | Сидоровское сельское поселение   |
| 148 | Тарасовка           | деревня | ↗6        | Прискоковское сельское поселение |
| 149 | Тарасовка           | деревня | ↗1        | Шолоховское сельское поселение   |
| 150 | Темные Рогачи       | деревня | ↗7        | Захаровское сельское поселение   |
| 151 | Трубинка            | деревня | ↗3        | Сидоровское сельское поселение   |
| 152 | Тюлиндино           | деревня | ↗3        | Гридинское сельское поселение    |
| 153 | Федорково           | деревня | ↘1        | Чапаевское сельское поселение    |
| 154 | Федорково           | деревня | ↗3        | Чапаевское сельское поселение    |
| 155 | Федорково           | деревня | ↗32       | Сидоровское сельское поселение   |
| 156 | Федотеиха           | деревня | ↗1        | Сидоровское сельское поселение   |
| 157 | Халипино            | деревня | ↗175      | Боровиковское сельское поселение |
| 158 | Харитоново          | деревня | ↗319      | Боровиковское сельское поселение |
| 159 | Худынское           | деревня | →0        | Сидоровское сельское поселение   |
| 160 | Ченцы               | деревня | ↗463      | Чапаевское сельское поселение    |
| 161 | Черемискино         | деревня | ↗61       | Прискоковское сельское поселение |
| 162 | Черемшина           | деревня | ↗1        | Чапаевское сельское поселение    |
| 163 | Шаблыкино           | деревня | ↗12       | Подольское сельское поселение    |
| 164 | Шелково             | деревня | ↗1        | Шолоховское сельское поселение   |
| 165 | Шолохово            | деревня | ↗1501     | Шолоховское сельское поселение   |
| 166 | Юрино               | деревня | →0        | Сидоровское сельское поселение   |

Упразднённые населённые пункты
- 2025 год — деревни Быково, Вложкино, Соболево, Чулково.

## Экономика
Объём отгруженных товаров собственного производства, выполнено работ и услуг собственными силами по обрабатывающим производствам за 2010 год — 10,53 млрд рублей. Ювелирное производство.

## Знаменитости района
- Кулейкин, Павел Иванович (1910—1973) — Герой Советского Союза, родился в деревне Кононово (Конново).
- Сыромятников, Борис Павлович (1910—1944) — лётчик, Герой Советского Союза (посмертно), родился в селе Сидоровское.
- Сизов, Геннадий Федорович — председатель Центральной ревизионной комиссии КПСС.